# Hilary Jenkinson
Pour les articles homonymes, voir Jenkinson.
Hilary Jenkinson est un archiviste britannique, né le 1er novembre 1882 et mort le 5 mars 1961.

## Biographie
Ancien élève de l'université de Cambridge, il entre en 1906 au Public Record Office (dénomination jusqu'en 2003 des Archives nationales anglaises) qu'il dirigera de 1947 à 1954. Il est surtout connu pour sa contribution à l'archivistique de langue anglaise. Le manuel qu'il publie en 1922 sera jusqu'aux années 1960 la "bible" des archivistes dans tous les pays anglophones.

## Œuvres
- English Court Hand A.D. 1066 to 1500, Oxford, Clarendon Press, 1915.
- Palaeography and practical study of court hand, Cambridge, University press, 1915.
- A Manual of Archive Administration, Oxford, Clarendon Press, 1922 (réédité en 1937 et 1965).
- The English archivist : a new profession, Londres, H. K. Lewis, 1948.
- A guide to seals in the Public Record Office, Londres, 1954.